# 霍達華
霍達華（Fok Tat Wa，1962年10月16日—），香港影視工作者。1983年出道，擔任過主持人、演員和導演等工作。
2001年以《慌心假期》、2009年以《不能沒有你》入圍金馬獎最佳美術設計及2009年以《最愛就是你》入圍臺灣電視金鐘獎最佳美術設計獎。

## 經歷
1983年，21歲的霍達華在香港電台以兒童節目主持人身份出道。1990年代以後漸漸轉至幕後工作，在電影拍攝中擔任場記等職務。

## 主要作品
導演
- 2004年，電視劇《鬥魚2》，入圍金鐘獎最受歡迎戲劇及最佳男主角獎
- 2009年，電影原名為《夏日啟示之棒球風雲》，更名《三振》
- 2012年，電視劇《給愛麗絲的奇蹟》
- 2012年，葉蘊儀《女書》MV
- 2013年，超粉紅樂團《粉紅色的一生》MV
- 2013年，廣告《新北市拍片有意思》

監製
- 2015年，《童畫》
- 2016年，《追擊日》

美術指導
- 1995年，《女人四十》許鞍華導演作品
- 1996年，《自梳》張之亮導演作品
- 1996年，《記得香蕉成熟時之為你鐘情》張之亮導演作品
- 2000年，《流星語》張之亮導演作品
- 2001年，《慌心假期》張之亮導演作品，入圍金馬獎最佳美術設計及最佳造型設計
- 2002年，《慳錢家族》趙崇基導演作品
- 2003年，《天上人間》趙崇基導演作品
- 2003年，《蒲公英》趙崇基導演作品
- 2006年，《夜·明》趙崇基導演作品，入圍金馬獎最佳造型設計獎
- 2007年，《凶魅》林玉芬導演作品，2005年輔導金電影
- 2008年，《鈕扣人》錢人豪導演作品，2008年輔導金電影
- 2008年，《時光》，輔導金短片
- 2008年，《不能沒有你》戴立忍導演作品，入圍第46屆金馬獎最佳美術設計
- 2008年，《最愛就是你》周以文導演作品，入圍2009年金鐘獎最佳美術設計
- 2010年，德國電視電影 《The Chinese Man》
- 2010年，《瑰寶1949》趙崇基、張博昱導演作品，2010年金鐘獎最佳美術設計獎
- 2011年，《英雄·喋血》趙崇基導演作品，2011年澳門電影節金蓮花獎
- 2012年，《西門町_(電影)》王瑋導演作品
- 2012年，《臨終囧事》 錢江漢導演作品，中國電影
- 2014年，《你照亮我星球》瞿友寧導演作品
- 2015年，《童畫》
- 2016年，《大釣哥》黃朝亮導演作品
- 2017年，《中英街一號》趙崇基導演作品
- 2018年，《寒單》黃朝亮導演作品，入圍2019年第21屆台北電影獎最佳美術設計

## 成就
- 2001年，《慌心假期》，入圍金馬獎最佳美術設計及最佳造型設計
- 2009年，《不能沒有你》，入圍第46屆金馬獎最佳美術設計
- 2009年，《最愛就是你》入圍電視金鐘獎最佳美術設計
- 2013年，淡水國際藝術村駐村藝術家展出作品《景·無限》
- 2019年，《寒單》入圍第21屆台北電影獎最佳美術設計

## 外部連結
- 霍達華在互联网电影资料库（IMDb）上的資料（英文）